# Madonna col Bambino (Jacopo Bellini)
La Madonna col Bambino è un dipinto a tempera su tavola (69x49 cm) di Jacopo Bellini, databile al 1450 e conservato nella Galleria degli Uffizi a Firenze.

## Storia
L'opera si trovava in un convento nel lucchese quando venne acquistata dal museo fiorentino nel 1906 da Corrado Ricci, che la notò presso l'antiquario Costantini. La compravendita provocò numerose polemiche nella stampa.
Il dipinto è attribuito alla fase di rinnovamento in senso rinascimentale dell'artista, dovuta alla mediazione dell'opera di Masolino da Panicale, in città tra il 1435 e il 1440, ed assimilata attraverso Antonio Vivarini.

## Descrizione e stile
La Madonna, a mezzo busto, appare da uno sfondo scuro col Bambino portato in mano, come ad offrirlo alla contemplazione dello spettatore. La forma della pala e della cornice suggerisce un affaccio come da una finestra, che in un'opera simile dello stesso periodo (alle Gallerie dell'Accademia) mostra addirittura un parapetto, aggiornato alle novità fiamminghe. Lo sguardo di Maria diverge verso destra, mentre il Bambino si sporge per cercare la madre.
Nello sforzo di aggiornarsi alle novità rinascimentali il contorno è semplificato e la figura più solida e monumentale, tramite morbidi passaggi chiaroscurali. Un tentativo di prospettiva è nel piede del Bambino, che affiora sotto il manto della madre.
Molto curati sono i dettagli, che riecheggiano la tradizione bizantina della laguna: la corona e l'aureola con motivo calligrafico, i bordi ricamati delle vesti, con le frange dipinte una per una in fondo al velo.